# La Voivre, Vosges
La Voivre là một xã ở tỉnh Vosges, vùng Grand Est, Pháp. Xã này có diện tích 5,86 kilômét vuông dân số năm 1999 là 627 người. La Voivre nằm ở khu vực có độ cao trung bình 360 m trên mực nước biển.

## Biến động dân số
| Năm | 1962 | 1968 | 1975 | 1982 | 1990 | 1999 |
| --- | ---- | ---- | ---- | ---- | ---- | ---- |
| Dân số | 440  | 466  | 580  | 668  | 662  | 627  |
| From the year 1962 on: No double counting—residents of multiple communes (e.g. students and military personnel) are counted only once. |      |      |      |      |      |      |

## Hành chính
| Danh sách các xã trưởng                |           |                    |      |                 |
| Giai đoạn                              | Giai đoạn | Tên                | Đảng | Tư cách         |
| 2008                                   | 2014      | Jean-Claude Pleche |      |                 |
| 1990                                   | 2008      | Yvette Grandidier  |      | Giáo sư kinh tế |
|                                        | 1990      | Serge Laurent      |      |                 |
| Tất cả các dữ liệu trước đây không rõ. |           |                    |      |                 |